# Auzebosc
 Auzebosc  es una población y comuna francesa, en la región de Alta Normandía, departamento de Sena Marítimo, en el distrito de Ruan y cantón de Yvetot.

## Demografía
| 445 | 388 | 576 | 738 | 755 | 963 |
| Para los censos de 1962 a 1999 la población legal corresponde a la población sin duplicidades (Fuente: INSEE [Consultar]) |     |     |     |     |     |